# مولتی (شهر)
مولتی (به لاتین: Maulti) یک منطقهٔ مسکونی در گرنادا است که در Saint David Parish, Grenada واقع شده‌است. مولتی ۸ متر بالاتر از سطح دریا واقع شده‌است.